# Moscow Death Brigade
Moscow Death Brigade (en rus: Московская Бригада Смерти) és una banda de Moscou formada per dos MC i un DJ que interpreta una barreja de rap, punk rock i música electrònica. Tant la música com els passamuntanyes del grup emfatitzen la seva postura contra el racisme, el sexisme i l'homofòbia.

## Història
La banda es va fundar el 2007 amb el nom de Hoods Up 495. Els membres provenen de l'escena hardcore punk i anteriorment havien format part del grup de streetpunk Razor Bois i del grup de crossover Siberian Meat Grinder. Tots els components comparteixen l'afició per la cultura hip-hop de les dècades del 1980 i 1990, per bandes com Beastie Boys, Cypress Hill o Transplants, i la militància antifeixista. Després de canviar-se el nom, van modificar el seu estil musical adaptant-lo al rapeig agressiu amb ritmes hardcore de guitarra.
El 2014, el grup va llançar el seu primer EP anomenat Hoods Up, una referència a l’antic nom de la banda, amb el segell discogràfic alemany Fire and Flames Music. L'EP va cridar l'atenció de l'escena punk europea i va fer que la banda es donés a conèixer fora de Rússia.
Després de girar per l'Europa central i de l'Est amb el grup Feine Sahne Fischfilet, van publicar un EP compartit amb el grup rus de hardcore antifeixista What We Feel, titulat Here to Stay, seguit d'un altre treball compartit amb Audiolith Records amb les bandes Feine Sahne Fischfilet, Los Fastidios i What We Feel. Aquest EP fou en benefici de les famílies dels antifeixistes russos assassinats.
El maig de 2017, la banda va presentar el senzill Brother & Sisterhood i va anunciar un nou disc i la continuació de la seva gira europea a la tardor.
El febrer de 2018, Moscow Death Brigade va publicar el seu primer àlbum, Boltcutter, amb Fire and Flames Music. Eixamplant encara més el seu estil musical, la banda va produir un disc completament electrònic combinant estils com el drum and bass, EDM, hardstyle i dub, amb lletres sobre la unitat antifeixista, les gires, el grafit, l'activisme al carrer i la lluita contra la discriminació. Després del llançament de Boltcutter, van iniciar una gira europea en dues parts realitzant més de 40 concerts, a més d’aparèixer en diversos festivals comercials i DIY com Boomtown Fair (Anglaterra) i With Full Force (Alemanya).
El 2019, Moscow Death Brigade va signar amb la promotora alemanya Destiny Tourbooking i va tornar a girar tocant a l'Xtreme Fest (Occitània) i fent de teloners de Madball a la sala Razzmatazz de Barcelona. L'abril de 2020 es va publicar l'àlbum Bad Accent Anthems, en què continuaren experimentant amb sons electrònics malgrat tornar a ritmes punk rock i heavy metal, tot introduint guitarres elèctriques en algunes cançons d'inspiració ravera.

## Solidaritat

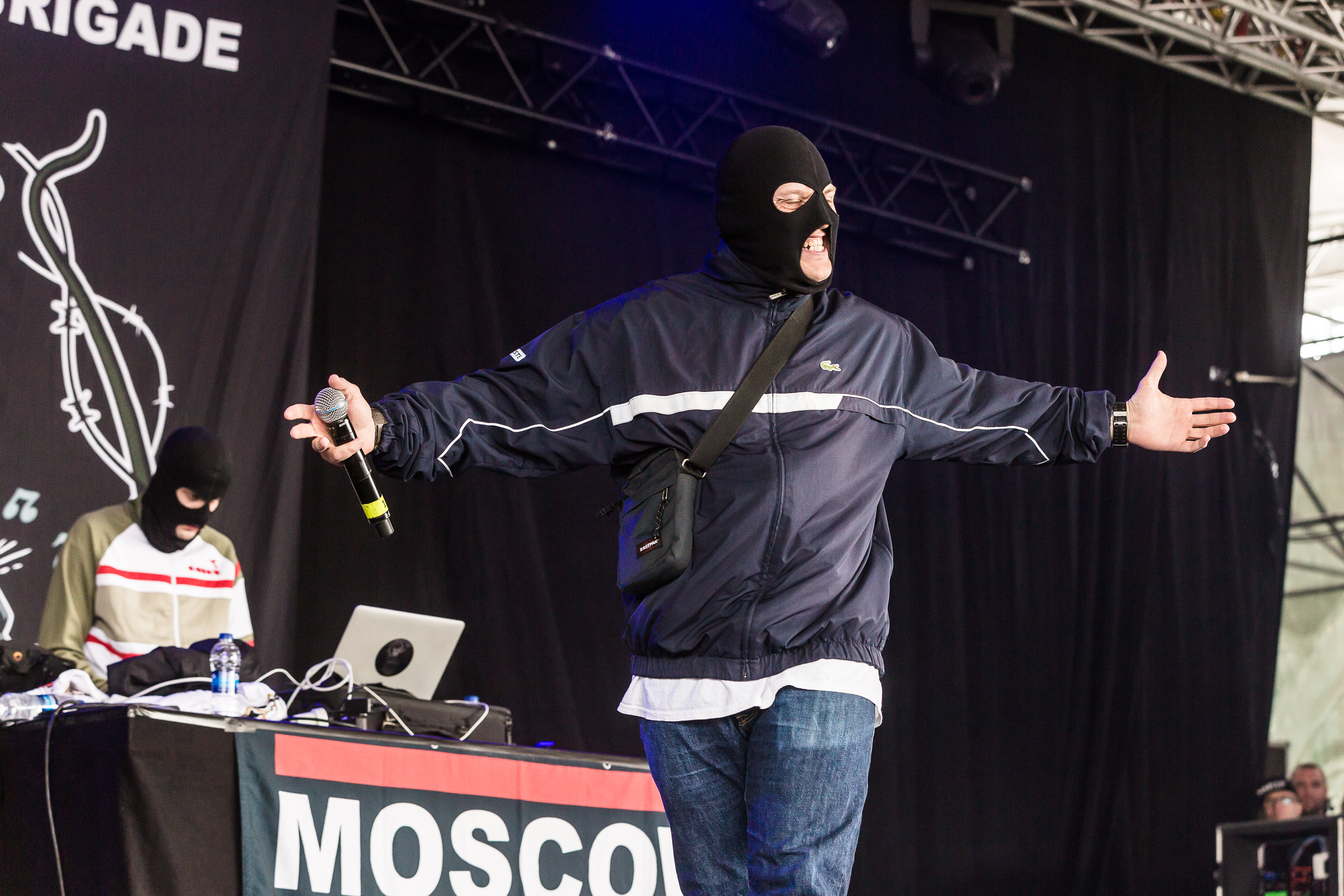

Entre 2018 i 2020, Moscow Death Brigade va treballar amb Sisters Foundation, una organització russa independent sense ànim de lucre que ajuda les víctimes de violència domèstica i sexual. La banda va recaptar més de 4.000 € a través de la campanya No Means No amb la venda de samarretes que representaven un cocodril mossegant-se la mà (presumptament d'un agressor).
El 2019, Moscow Death Brigade es va associar amb la botiga True Rebel per a la campanya All for One de recaptació de fons per a l'organització alemanya sense ànim de lucre Women in Exile que ajuda les dones refugiades que pateixen abusos i discriminació.
El maig de 2020, la banda va presentar una nova cançó, «Put Your Mask On», enregistrada i produïda durant la quarantena de la COVID-19, amb els beneficis destinats a una organització russa que ajuda a gent gran necessitada. La banda va sumar esforços amb True Rebel una vegada més per a vendre màscares de protecció i tots els beneficis es destinaren a una organització russa sense ànim de lucre, Enjoyable Aging Foundation, que ajuda a persones amb discapacitat i persones grans, a més, per cada màscara venuda se'n repartí una a les persones sense llar a Alemanya. Moscow Death Brigade també va aparèixer a la samarreta d'edició limitada de Destiny Tourbooking «I was not there tour 2020» al costat de grups com NOFX, Pennywise i Bad Religion, la meitat dels beneficis de la qual es van destinar a Metges Sense Fronteres. El 31 de maig de 2020, van participar en el festival en línia Stay Home and Stay Antiracist organitzat per Kulturinitiative Mittel-Holstein amb l'objectiu principal de recaptar fons per a diverses iniciatives antiracistes a Europa.

## Discografia

### Àlbums
- 2018: Boltcutter (Fire and Flames Music)
- 2020: Bad Accent Anthems (Fire and Flames Music)

### EP
- 2007: Hoods Up 495 (Autoeditat)
- 2008: Moscow Death Brigade (Autoeditat)
- 2014: Hoods Up (Fire and Flames Music/Tape Or Die)
- 2015: Here To Stay (Fire and Flames Music/Core Tex Records/The Voice of the Street Records; with What We Feel)
- 2015: Ghettoblaster/ It's Us Remix EP 2015 (Self-distribution)

### Senzills i videoclips
- 2010: Герои
- 2010: Твои карты биты
- 2010: Армейская
- 2011: Till The End (with What We Feel)
- 2015: One For The Ski Mask
- 2015: Ghettoblaster
- 2015: It's Us
- 2015: Here To Stay (with What We Feel)
- 2015: Papers, Please!
- 2017: Brother & Sisterhood
- 2018: Boltcutter
- 2018: What We Do
- 2019: Throw Ya Canz
- 2020: Out The Basement

### Aparició en recopilatoris
- 2011: Heroes on DrushbAntifa Fight Local Resist Global (True Rebel Records)
- 2015: One For The Ski Mask on United Worldwide (Audiolith/KOB Records/The Voice Of The Street Records)
- 2015: Here To Stay on Plastic X Bomb #91 (Plastic Bomb Records)
- 2015: Viking’s Life on Le Son De La Goupille: Refugees Welcome (Rap and Revenge)
- 2015: Anne Frank's Army on A Story Of Teeth And Flowers (In-house production)